# Léon Bonhomme
Pour les articles homonymes, voir Bonhomme.
Léon Félix Georges Bonhomme, né le 9 octobre 1870 à Saint-Denis et mort le 28 août 1924 à Paris 10e, est un peintre français.

## Biographie
Léon Bonhomme est l'élève de Jean-Jacques Henner à l'École des beaux-arts de Paris, puis fréquente l'atelier de Gustave Moreau où il sympathise avec Georges Rouault. Il obtient une mention honorable au Salon des artistes français de 1897.
Professeur de dessin à l'école de la rue du Corbillon à Saint-Denis, il est appelé en 1889 par la municipalité pour décorer les murs de l'escalier monumental du nouvel Hôtel de ville. Il exécute trois fresques allégoriques nommées la Pensée émancipatrice de l'homme', la Bienfaisance et le Travail.  
Il pastiche le tableau Les Filles de Rouault. Celui-ci aborde le thème dès 1903 et Bonhomme l'exploite en 1904 avec Nu de profil au boa (1904), Femme nue debout, (1909, Musée de Béziers) ou Femme à l'éventail (1922). Il est le pasticheur de plusieurs artistes de Francisco de Goya aux impressionnistes. 
Il meurt en 1924 à l'hôpital Lariboisière et est inhumé au carré 46 du cimetière de Saint-Denis.

## Galerie

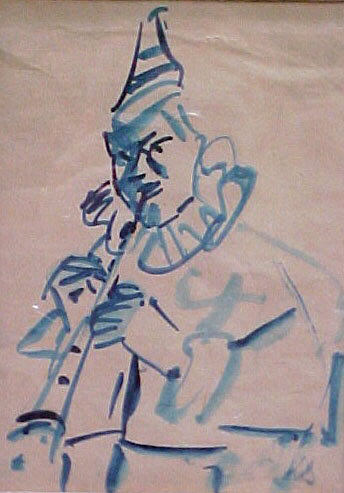
The Clarinet Player, Collection Metropolitan Museum